# ویسنته استاویلو
ویسنته استاویلو (انگلیسی: Vicente Estavillo؛ زادهٔ ۱۷ مهٔ ۱۹۵۵) بازیکن فوتبال سابق اهل اروگوئه است.
از باشگاه‌هایی که در آن بازی کرده‌است می‌توان به باشگاه فوتبال المپیاکوس، باشگاه فوتبال پنیارول، باشگاه فوتبال مونته‌ویدئو واندررز، تیم ملی فوتبال اروگوئه، و باشگاه فوتبال ناسیونال اروگوئه اشاره کرد.
وی همچنین در تیم ملی فوتبال Uruguay بازی کرده‌است.